# Nongthombam Biren Singh
Nongthombam Biren es un escritor, político y periodista de Manipur, India.
En 2002, fue elegido para la Asamblea Legislativa de Manipur como candidato del Partido Popular Democrático Revolucionario.